# Julien Sagot
Pour les articles homonymes, voir Sagot.
Julien Sagot (parfois seulement appelé Sagot) est un auteur-compositeur-réalisateur-interprète québécois d'origine française, surtout connu comme percussionniste du groupe rock Karkwa.

## Biographie
Sagot naît à Paris dans une famille mélomane. Alors qu'il est âgé de 13 ans, il arrive au Québec.
En 1998, il forme le groupe Karkwa avec quelques amis. Entre 2003 et 2010, la formation fait paraître quatre albums applaudis par la critique et hautement prisés. En 2011, le groupe prend une pause d'une durée indéterminée.
En 2012, Sagot fait paraître un premier album solo intitulé Piano mal sur l'étiquette montréalaise Simone Records.
À l'automne 2014, il sort un second long-jeu intitulé Valse 333, qui est bien reçu par les critiques. L'album sera d'ailleurs nommé comme album francophone de l'année aux Prix Juno.
Son troisième album, Bleu Jane paraît en 2017 sous Simone Records.
Le 31 mars 2017, l’artiste revient avec un nouveau projet. Dans univers créatif et hypnotique il sort son troisième album Bleu Jane chez Simone Records. En 2021, il lance l'album Sagotqui se retrouve sur la longue liste du prix Polaris la même année. En 2023, il participe à la réunion de Karkwa qui lance un nouvel album : Dans la seconde.  